# 弗朗西斯·托伦蒂诺

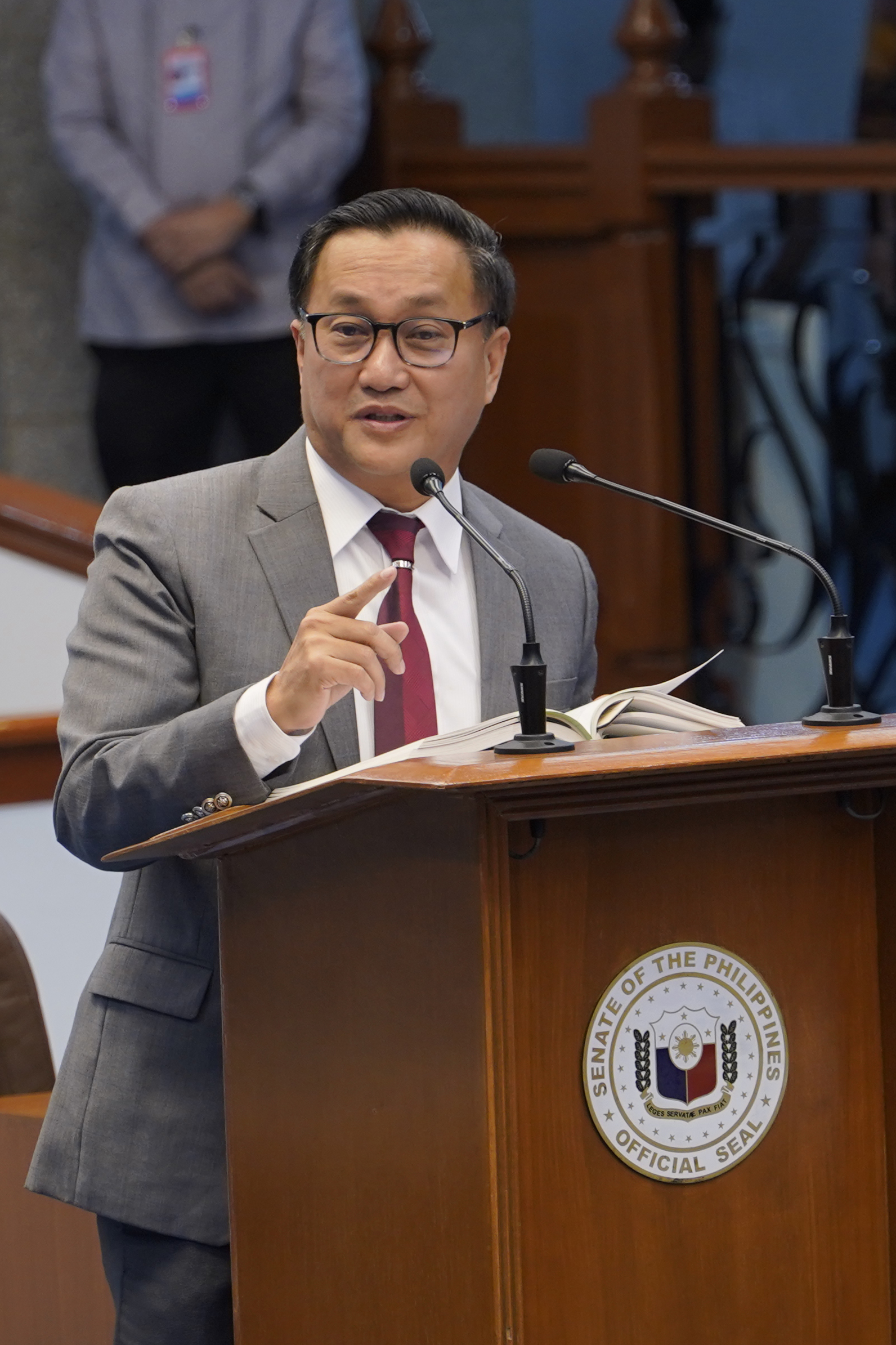
2020年的弗朗西斯·托伦蒂诺

弗朗西斯·托伦蒂诺（英語：Francis Ng Tolentino）（1960年1月2日—）是菲律宾政治人物和律师，两度担任大雅台市长。2019年至 2025年期間是菲律賓參議院參議員。2024年至2025年期間担任参议院多数党领袖。在参议院任職期間，他作為參議院的牽頭人调查中国在菲律宾的间谍活动。 2024年8月5日，由於菲律宾民主党主張与中国进行双边对话，他不同意該黨的立場於是退出菲律宾民主党。 
托伦蒂诺是菲律宾海洋区域法的主要起草人，因此中国自2025年7月1日起  對其实施制裁，禁止其进入中国大陆、香港和澳门。中國方面称其“行为恶劣”且損害中国利益。托伦蒂诺也成为第一位被中國制裁的菲律宾政治人物。托伦蒂诺表示制裁是他的“荣誉勋章”，他將繼續維護菲律宾的主权。